# 410 (tal)
410 är det naturliga tal som följer 409 och som följs av 411.
Talet 410 har följande egenheter:
- Talet är det lägsta nummer som kan bli skrivet som en summa av två unika primtal på två sätt (199 + 211 och 97 + 313). [1][2]
- Talet är delbart med 1, 2, 5, 10, 41, 82, 205 och 410.[3]
- Talet är ett jämnt tal.[3]
- Talet är ett sammansatt tal.[3]
- Talet är ett defekt tal.[3]

## Inom vetenskapen
- 410 Chloris, en asteroid.